# Jeřmaň
Jeřmaň är en ort i Tjeckien.   Den ligger i regionen Olomouc, i den östra delen av landet, 180 km öster om huvudstaden Prag. Jeřmaň ligger 278 meter över havet och antalet invånare är 103.
Terrängen runt Jeřmaň är kuperad västerut, men österut är den platt. Jeřmaň ligger nere i en dal. Runt Jeřmaň är det ganska tätbefolkat, med 54 invånare per kvadratkilometer. Närmaste större samhälle är Zábřeh, 18,5 km norr om Jeřmaň. I omgivningarna runt Jeřmaň växer i huvudsak blandskog.